# Persoonia chamaepeuce
Persoonia chamaepeuce (лат.) — кустарник, вид рода Персоония (Persoonia) семейства Протейные (Proteaceae), эндемик юго-востока Австралии (Новый Южный Уэльс, Виктория).

## Ботаническое описание
Persoonia chamaepeuce — раскидистый кустарник, иногда с поднятыми наверх кончиками ветвей до 30 см. Молодые ветви более или менее гладкие. Листья гладкие линейные длиной 8-25 мм, шириной 1-2 мм, прямые или изогнутые со слегка выпуклой верхней поверхностью. Цветки расположены поодиночке в пазухах листьев на гладкой цветоножке 3-6 мм длиной. Цветок состоит из четырёх волосистых листочков околоцветника длиной 9-13 мм, сросшихся у основания, но с загнутыми назад кончиками. Центральный столбик окружён четырьмя жёлтыми пыльниками, которые также соединены у основания, с загнутыми назад кончиками, так что при взгляде с конца они напоминают крест. Пыльники имеют на конце шип длиной около 1 мм. Цветение происходит с декабря по март. Плод — желтовато-зелёная костянка овальной формы около 10 мм в длину и 6 мм в ширину.
Вид P. chamaepeuce путают с похожим P. chamaepitys, но последний имеет более густые листья.

## Таксономия
Впервые вид был официально описан в 1856 году Карлом Мейснером из неопубликованной рукописи австрийского ботаника Джона Лхоцкого. Описание Мейснера было опубликовано в Prodromus Systematis Naturalis Regni Vegetabilis. Видовой эпитет — от древнегреческих слов chamai, означающего «на земле» или «карлик»:196 и peuke, означающего «сосна»:609. Немецкий ботаник Отто Кунце предложил биномиальное имя Linkia chamaepeuce в 1891 году из первоначального описания Антонио Каваниллесом рода Linkia, но в конечном итоге это название было отклонено в пользу Persoonia. В 1919 году французский ботаник Мишель Гандоже описал три вида, которые позже все были перенесены в P. chamaepeuce; P. effusa, P. myrioclada и P. viridula. Гандоже описал 212 таксонов австралийских растений, почти все из которых оказались уже ранее описанными видами.
Род был рассмотрен Питером Уэстоном для изучения флоры Австралии в 1995 году, а P. chamaepeuce был помещён в группу Lanceolata, в которую входит 54 близкородственных видов с похожими цветами, но очень разной листвой. Эти виды часто скрещиваются друг с другом, где встречаются два члена группы. Сообщалось о гибридах P. chamaepeuce с Persoonia asperula, Persoonia confertiflora и Persoonia linearis.

## Распространение
Persoonia chamaepeuce — эндемик австралийского штатов Новый Южный Уэльс и Виктория. Растёт в лесах вдоль плоскогорья к югу от района Новой Англии в Новом Южном Уэльсе до Виктории, где он широко распространен и локально обычен в горных и субальпийских областях.

## Культивирование
Вид подходит как почвопокровное растение и имеет высокодекоративные цветы. P. chamaepeuce можно размножать семенами, но растение требует солнечного места на хорошо дренированной почве. Несмотря на медленный рост, вид легко адаптируется к выращиванию в районах с умеренным климатом.